# Loughton (metropolitana di Londra)
Loughton è una stazione della linea Central della metropolitana di Londra.

## Storia
La stazione originale è stata aperta (come capolinea) dalla Eastern Counties Railway (ECR) nell'agosto del 1856 in Loughton High Road, presso la Lopping Hall, nel punto in cui oggi sorge il Cafe Rouge. Fino al 1865 la stazione comprendeva anche binari merci e banchine di carico e scarico del carbone, nonché una stazione turistica per le migliaia di escursionisti che usavano Loughton come base per visitare la vicina Epping Forest. L'edificio della stazione turistica, a un piano di mattoni, è durato fino agli anni '40 per essere sostituito da una stazione merci poi chiusa negli anni '90.
La stazione di Loughton è stata rilocata circa 500 metri più a sud nell'aprile del 1865 in occasione del prolungamento della linea fino a Epping ed Ongar, mentre la stazione attuale è stata aperta nell'aprile del 1940 per i treni della London Underground, che ha cominciato il servizio nel 1948 sostituendo la British Railways - Eastern Region. La stazione merci è stata chiusa nel 1966.
Notevole dal punto di vista architettonico, la stazione odierna è stata progettata da John Murray Easton; a maggio 1994 l'edificio della stazione è diventato un Monumento classificato di grado II.

## Interscambi
Nelle vicinanze della stazione effettuano fermata alcune linee urbane automobilistiche, gestite da London Buses.
- Fermata autobus

## Galleria d'immagini

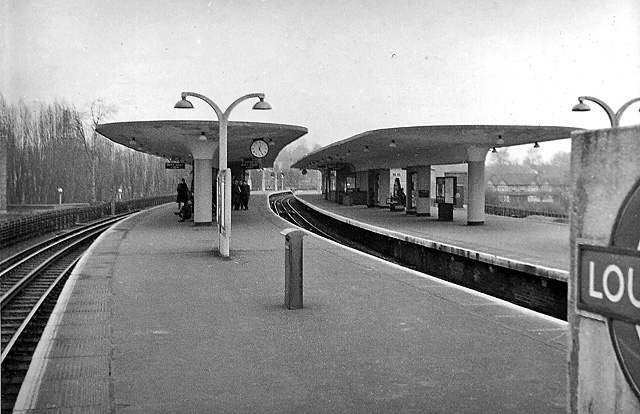
Vista verso nordovest, verso Epping ed Ongar, 1957
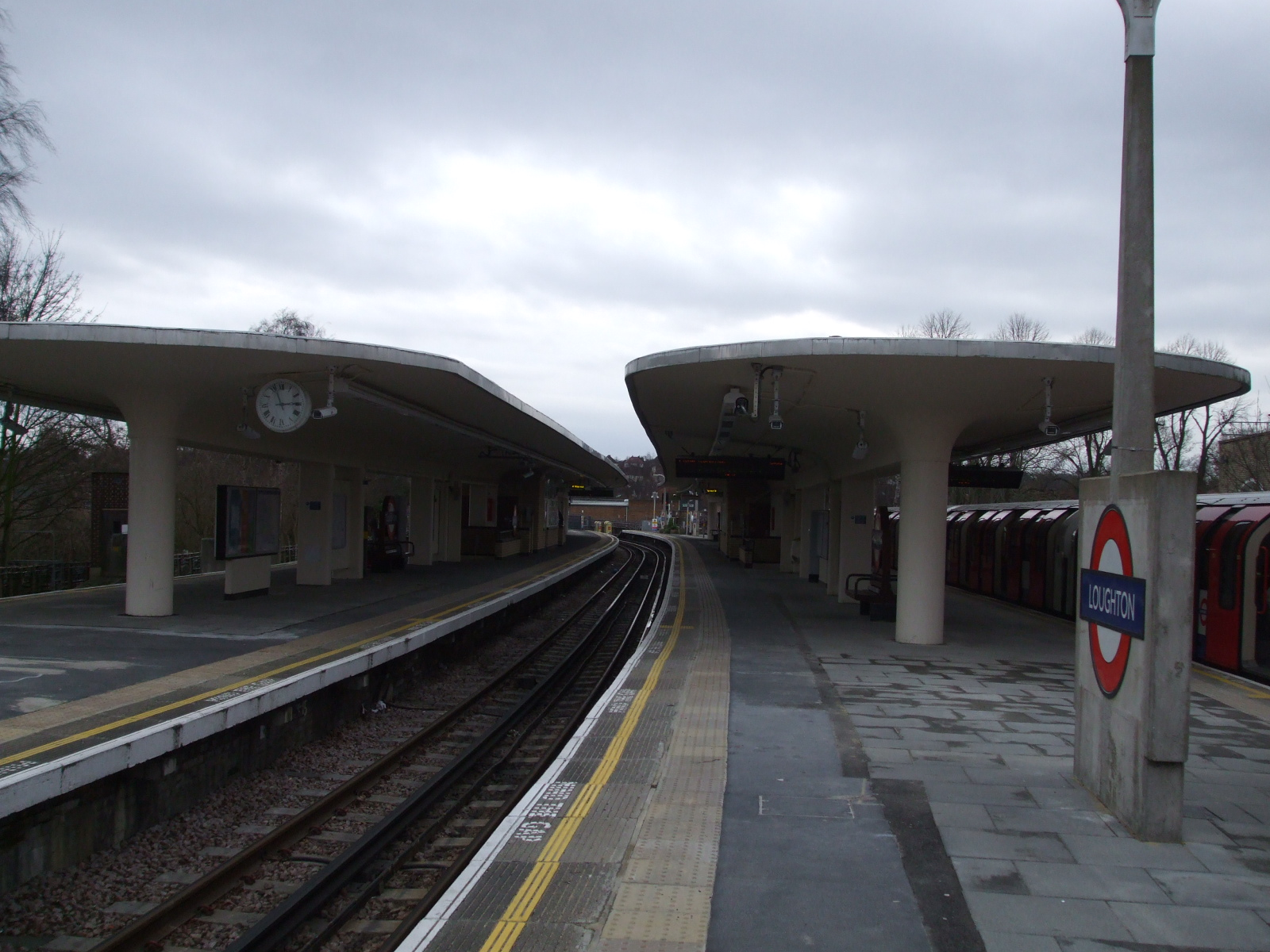
Vista dei binari
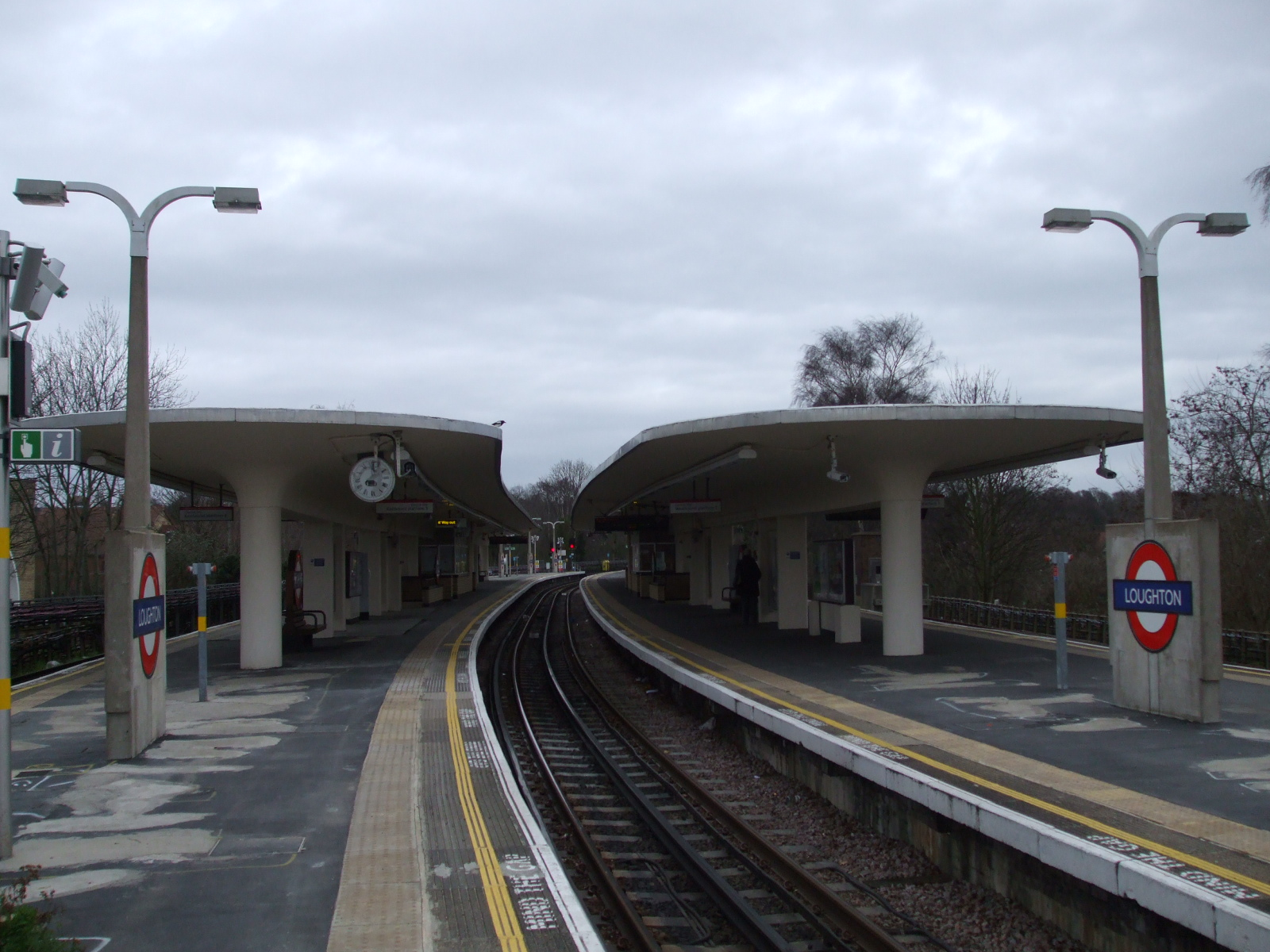
Il binario nord
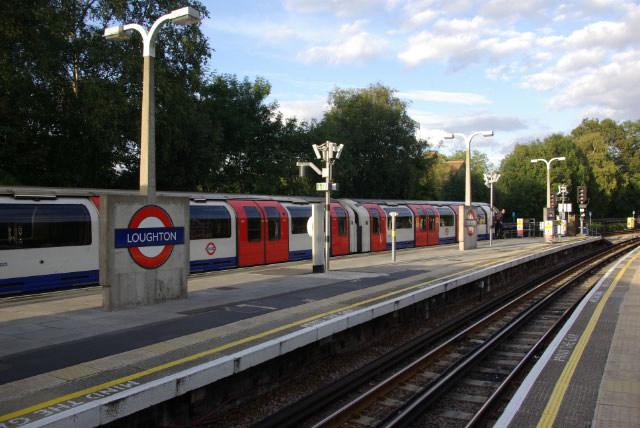
I binari